# Tầng Ngô Gia Bình
| Hệ/ Kỷ                               | Thống/ Thế   | Bậc/ Kỳ      | Tuổi (Ma) | Tuổi (Ma) |
| ------------------------------------ | ------------ | ------------ | --------- | --------- |
| Trias                                | Hạ/Sớm       | Indu         | trẻ hơn   | trẻ hơn   |
| Permi                                | Lạc Bình     | Trường Hưng  | 251.902   | 254.14    |
| Permi                                | Lạc Bình     | Ngô Gia Bình | 254.14    | 259.1     |
| Permi                                | Guadalupe    | Capitan      | 259.1     | 265.1     |
| Permi                                | Guadalupe    | Word         | 265.1     | 268.8     |
| Permi                                | Guadalupe    | Road         | 268.8     | 272.95    |
| Permi                                | Cisural      | Kungur       | 272.95    | 283.5     |
| Permi                                | Cisural      | Artinsk      | 283.5     | 290.1     |
| Permi                                | Cisural      | Sakmara      | 290.1     | 295.0     |
| Permi                                | Cisural      | Assel        | 295.0     | 298.9     |
| Carbon                               | Pennsylvania | Gzhel        | già hơn   | già hơn   |
| Phân chia kỷ Permi theo ICS năm 2017 |              |              |           |           |

Tầng Ngô Gia Bình (còn gọi là tầng Djulf, tầng Longtan, tầng Rustler, tầng Salado, tầng Castile, tầng Dzhulf, tầng Tatar (một phần)) là tầng động vật thứ nhất của thế Lạc Bình trong kỷ Permi. Nó kéo dài từ khoảng 260,4 ± 0,7 triệu năm trước (Ma) tới khoảng 253,8 ± 0,7 Ma. Tên gọi của nó lấy theo phẫu diện Ngô Gia Bình (吴家坪) ở phía tây huyện Nam Trịnh, Hán Trung, tỉnh Thiểm Tây. Đứng trước nó là tầng Capitan của thế Guadalupe còn đứng sau nó là tầng Trường Hưng cùng thế.
GSSP chính thức của ICS là phẫu diện bờ nam thác Bồng Lai, huyện Lai Tân, khu tự trị người Tráng Quảng Tây, Trung Quốc. Mốc đánh dấu sự bắt đầu của tầng này là thời điểm xuất hiện lần đầu tiên của các loài động vật răng nón Clarkina postbitteri. Mốc đánh dấu sự kết thúc của tầng này là thời điểm gần với sự xuất hiện lần đầu tiên của loài động vật răng nón Clarkina wangi.